# Miniera Trabia Tallarita

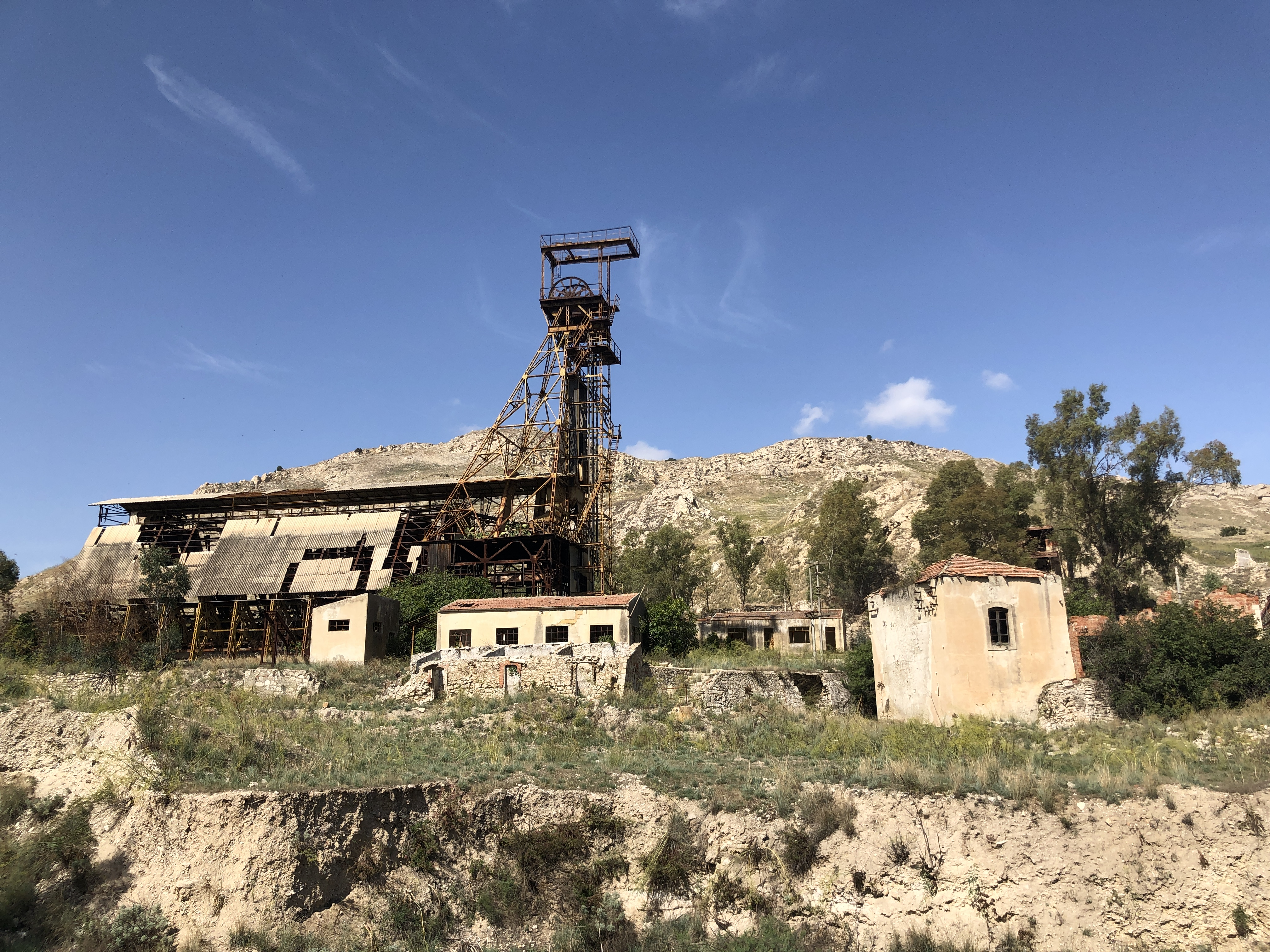
Miniera Trabia Tallarita

La solfara Grande o miniera Grande poi diventata miniera Trabia Tallarita dopo l'unione della società proprietaria della solfara Grande e della solfara Sofia, è una miniera di zolfo sita in provincia di Caltanissetta, al confine tra il territorio di Sommatino e Riesi, nelle vicinanze del ponte Muntina sul fiume Salso, sulla riva destra la miniera Trabia e a sinistra la Tallarita.

## Storia
La solfara Grande risulta attiva già nel 1830, con un successivo primo permesso di estrazione risalente al 1823. Il primo proprietario della miniera fu il principe di Trabia e di Butera, essa è stata una delle più importanti miniere del comprensorio dello zolfo del centro Sicilia; oggi è parzialmente visitabile in alcuni ambienti esterni.

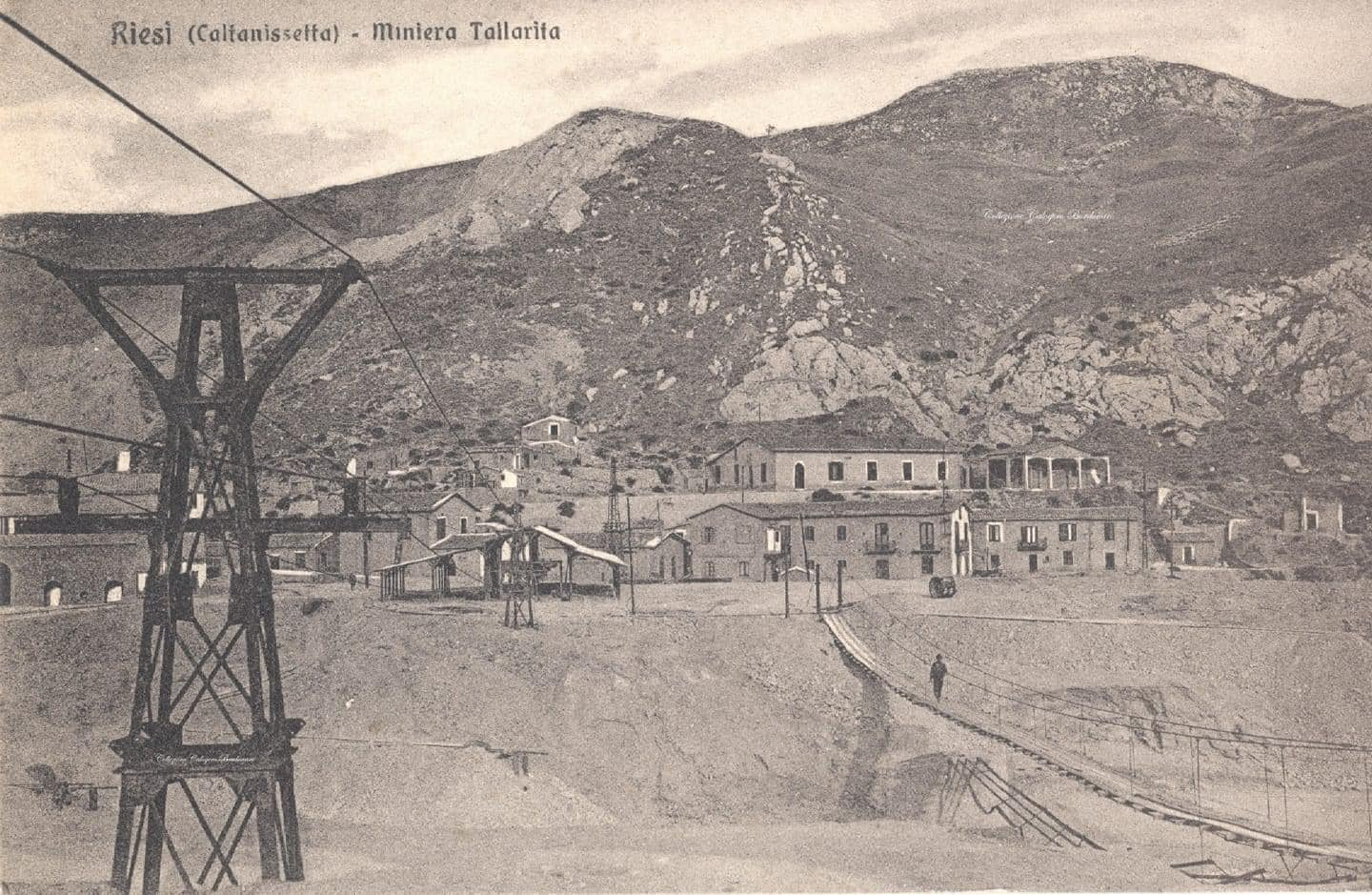
Riesi (Caltanissetta) – Miniera Tallarita

Nel 1904 tra la stazione ferroviaria di Campobello di Licata e la miniera venne costruita una teleferica di 10 km.
Essa è stata di proprietà nel 1897 di uno zio del pilota Tazio Nuvolari, nonché dal 1913 al 1921 della famiglia Florio.
Negli anni è stata oggetto di importanti innovazioni tecnologiche tra cui l'utilizzo di una teleferica che giungeva fino alla stazione di Ravanusa. Oggi parte delle strutture esistenti sono state musealizzate facendo nascere il Museo delle solfare di Trabia Tallarita.

## Incidenti

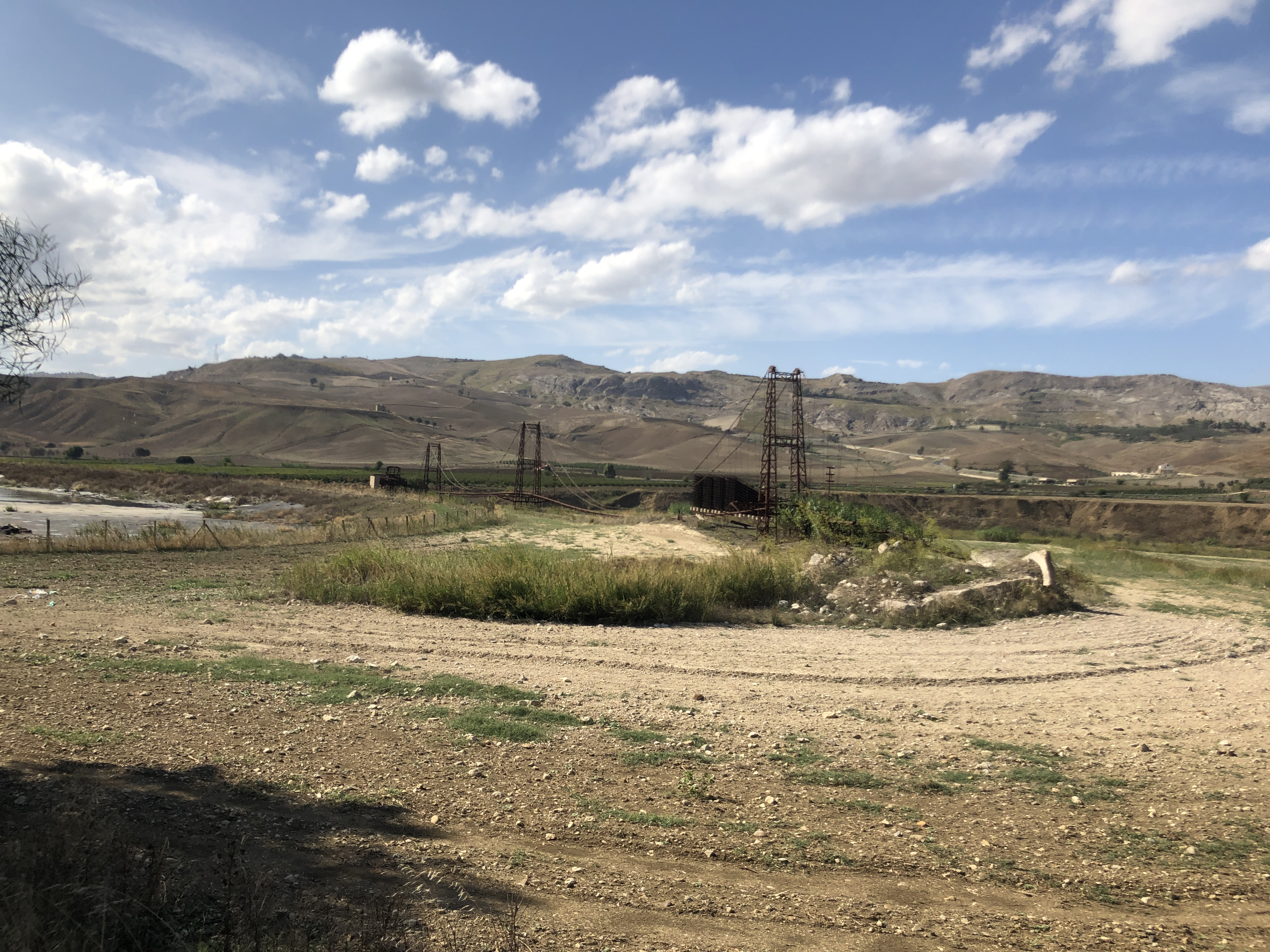
Piloni della teleferica

Nel 1789, a seguito di un incendio non controllato, involontariamente fu scoperto il metodo della coltivazione per incendio. Infatti, a seguito di questo evento sgorgò, ai piedi della montagna di Sommatino, un fiume di zolfo fuso purissimo da uno dei suoi imbocchi.
La miniera è costellata negli anni da vari gravi incidenti, il primo fu nel 1867, con 12 morti per una esplosione dovuta allo scoppio di una grossa carica di dinamite. Ad esso seguì il grave incidente del 1883 che causò 39 morti e 2 feriti per asfissia da anidride solforosa prodotta da un incendio in una galleria.. Un terzo ed un ulteriore grave incidente avvennero il 1º agosto 1903, causato da emissione di anidride solforosa, ed il 15 marzo 1905 a seguito di un'esplosione.
Un'esplosione avvenne anche il 15 febbraio 1928. Un sesto grave incidente accadde nella galleria Giulia il 6 febbraio 1932.
Un settimo grave incidente accadde il 20 agosto 1957 quando vi morirono 23 minatori, e molti altri rimasero feriti. 
La miniera Trabia venne definitivamente chiusa nel 1975.